# Elephas maximus rubridens
L'elefante della Cina (Elephas maximus rubridens), noto anche come elefante dalle zanne rosa, è un'antica sottospecie di elefante asiatico vissuta in Cina centrale e meridionale fino al XIV secolo a.C. 
In tempi ancora più remoti si spingeva a nord fino ad Anyang (Henan), nella Cina settentrionale, ma la caccia eccessiva per il commercio dell'avorio ne ridusse rapidamente la popolazione; l'ultimo avvistamento venne effettuato nella Provincia del Guangxi, nella Cina sud-occidentale. Gli elefanti sopravvivono tuttora in Cina, nelle province sud-occidentali, ma appartengono ad una sottospecie differente, l'elefante indiano, Elephas maximus indicus.